# Фёдорова, Маргарита Ивановна
Маргарита Ивановна  Фёдорова (род. 12 марта 1933, Гомельская область) — российский учёный в области селекции овощных культур, а именно селекции и семеноводство столовых корнеплодов, доктор сельскохозяйственных наук (1999), профессор.

## Биография
Родилась в Гомельской области в семье служащего.
Отец — Иван Константинович, работал на ответственных руководящих должностях — директором совхоза, МТС и Гомельского крупозавода. Он был участником партизанского движения во времяВеликой Отечественной войны и награжден орденом «Отечественной войны II степени».
Мать Анна Ивановна вырастила четверых дочерей и двух сыновей, награждена Медалью «Мать-героиня» II степени.
Обучение в школе началось сразу с четвертого класса средней школы № 11 города Гомеля, так как во время войны школы не работали. После окончания школы в 1951 году поступила на плодоовощной факультет Белорусской СХА.
В 1956 году после окончания сельскохозяйственной академии свою трудовую деятельность начала на Белгородской опытной станции в качествемладшего научного сотрудника и посвятила себя изучению особенностей агротехники овощных культур в условиях Черноземной зоны.
В 1959 году поступила в аспирантуру Белорусского НИИ картофеля и плодоовощеводства (БелНИИКПО), через четыре года успешно защитила кандидатскую диссертацию по селекции томата на скороспелость.
С 1962 года стала работать младшим, затем старшим научным сотрудником отдела селекции и семеноводства овощных культур, а в 1974 году возглавила этот отдел.
В 1978 году директор ВНИИССОК Пётр Федорович Сокол предложил возглавить лабораторию селекции и семеноводства столовых корнеплодов института.

## Научная работа
Культуре томата Федорова посвятила 20 лет своей научной деятельности.
Были созданы раннеспелые формы томата и выведены сорта: Лада, Современный, Неман, Доходный и разработаны методы подбора исходных форм при селекции на скороспелость. Наиболее результативные исследования проведены по селекции томата на устойчивость к фитофторозу под руководством директора института, академика АН БССР, профессора Н. А. Дорожкина.
Фёдорова является автором и соавтором более 40 сортов и гибридов семи овощных культур: томата, столовой моркови и свёклы, пастернака, редиса, дайкона и репы салатной. Созданные ею сорта: моркови столовой Марлинка и Маргоша, редиса Софит, Вариант, Моховский, Соната и Королева Марго, свёклы столовой Нежность, Любава и Гаспадыня, пастернак Белый аист и Жемчуг.
Совместно с белорусскими коллегами, создан сорт свеклы столовой Гаспадыня с высоким содержанием бетанина и высокопродуктивный сорт моркови столовой Минчанка сортотипа Берликум/Нантский.
Научные разработки были обобщены и изложены в докторской диссертации «Методологические основы селекции и семеноводства овощных корнеплодных растений (морковь, свекла, редис, пастернак)», а также в монографиях, методических указаниях и научных публикациях.
Разработанные методы селекции, методические указания по семеноводству созданных сортов, исходный гибридный фонд, созданные под ее руководством в лаборатории селекции и семеноводства столовых корнеплодов ВНИИССОК, широко используются в работе селекционерами научно-исследовательских учреждений России, Белоруссии, Украины, Узбекистана и др. стран.
Под ее руководством защитили диссертации Анцугай Ф. И., Мугниев А. Ф., Першина Г. Ф., Кривенков Л. В., Волощенко А. С., Ветрова С. А., Вюртц Т.С, а также два соискателя с БелНИО Бохан А. И. и Опимах В. В.